# Kentucky Colonels (Sport)
Die Kentucky Colonels waren ein US-amerikanisches Basketballfranchise aus Louisville, Kentucky, und ein Mitglied der ABA während der gesamten neun Jahre, die diese Liga existierte. Die Mannschaft gewann die meisten Spiele und hatte die höchste Siegquote aller Teams in der Ligageschichte, aber die Mannschaft wurde nicht in die NBA während der ABA-NBA-Vereinigung 1976 aufgenommen. Die Colonels spielten während ihrer letzten sechs Spielzeiten in der Freedom Hall, beginnend 1970/71, die drei davor im Louisville Convention Center, heute als The Gardens bekannt.

## Überblick und Hintergrund
Die Colonels begannen ihre Zeit in der ABA als farbenfrohe Mannschaft, und das nicht nur wegen ihrer grellen gelbgrünen Trikots. Unter den Dingen, für die sie bekannt waren, befand sich ihr Maskottchen Ziggy, ein preisgekrönter Brussels Griffon-Hund, der den ursprünglichen Teambesitzern Joe und Mamie Gregory gehörte. Einige Fans der Colonels glaubten, dass Ziggy der wahre Eigner des Klubs sei. Ziggy nahm an Eignermeetings teil und hatte bei den Spielen einen Platz in der ersten Reihe. Während der ersten Spielzeiten war der Hund sogar Teil des Mannschaftslogos.
Sie waren genauso für öffentlichkeitswirksame Aktionen bekannt. Ihre berühmteste fand 1968 statt, als Penny Ann Early, der erste lizenzierte weibliche Jockey, verpflichtet wurde, in einem Spiel in der ABA mitzuwirken (wenn auch nur für ein paar Sekunden).
Davon war die Leistung auf dem Platz verständlicherweise überschattet, was wohl verdient war, da sie zumeist eine durchschnittliche Mannschaft waren. Sie hatten aber ein paar gute heimische Talente, wie den früheren Kentucky Wildcat Louie Dampier und den Star der Western Kentucky University Darel Carrier. Sie gehörten zu den besten Distanzschützen ihrer Zeit und profitierten von der Dreipunktelinie in der ABA. Carrier verbrachte fünf Spielzeiten bei dem Klub, während Dampier die ganze Zeit ein Colonel blieb.
Die anfängliche Farbe des Franchise verschwand immer mehr während der Saison 1970/71, als sie mit dem All-American Dan Issel einen weiteren Wildcat-Star verpflichteten. Sie änderten die gelbgrünen Uniformen in blau-weiße, ähnlich derer der Wildcats. Eine weitere Abnormalität der Trikots der Colonels war der Spielername auf der Rückseite, bei dem nur der erste Buchstabe groß geschrieben war, im Gegensatz zu nahezu jedem anderen Namensschriftzug im professionellen oder Collegebasketball. Issels Verpflichtung half den Colonels, als ordentliches Basketballteam bekannt zu werden. Trotz eines durchschnittlichen Ergebnisses in der regulären Saison hatten sie in den Playoffs 1971 einen beträchtlichen Lauf, verpassten die Meisterschaft aber in sieben Spielen gegen die Utah Stars.
Ab der folgenden Saison erwiesen sie sich nach der Verpflichtung des groß gewachsenen Artis Gilmore sogar als noch besser. Gilmore half den Colonels, auf Jahre zu einem Mitfavoriten zu machen. Die Colonels gewannen in seiner Rookiesaison 68 Spiele unter Trainer Joe Mullaney; dies war das beste Saisonergebnis in der gesamten Ligageschichte. In den Playoffs hatten sie in der ersten Runde Schwierigkeiten gegen die New York Nets. Man erholte sich aber und hatte einen weiteren Lauf während der Playoffs 1973, verlor jedoch in sieben körperbetonten Spielen gegen die Indiana Pacers.
Nach dieser Saison wurde das Franchise fast nach Cincinnati umgesiedelt, wurde aber von John Y. Brown, Jr. erworben, dem späteren Gouverneur von Kentucky, der mehrere Jahre Kentucky Fried Chicken besaß. Brown half, das Interesse im Team zu steigern und achtete darauf, dass sich die Mannschaft auf dem Platz verbesserte, indem er den populären ABA-Trainer Babe McCarthy verpflichtete. Aber nachdem sie in der zweiten Runde der Playoffs von den Nets besiegt wurden, entließ Brown McCarthy.
1974/75 verpflichtete Brown Hubie Brown, einen früheren Assistenztrainer in der NBA, um ihnen zur Meisterschaft zu verhelfen. Anders als im Jahr zuvor enttäuschten die Colonels nicht. Nach einem furiosen Finish in der regulären Saison, in der sie 23 von 26 Spielen gewannen, fegten sie durch die Playoffs und schlugen ihre Nemesis, die Indiana Pacers, mit 4:1 und gewannen so die ABA Meisterschaft 1975. Gilmore machte 28 Punkte und beeindruckende 31 Rebounds im letzten Spiel.
Die Feierlaune 1975 endete, als Brown Dan Issel aus finanziellen Gründen an die neugegründeten Baltimore Claws abgab, die sich aber nach ein paar Freundschaftsspielen auflösten und nie am regulären Spielbetrieb teilnahmen. Sie erwarben Allstar Caldwell Jones, um ihn zu ersetzen, aber er kam nie mit dem Team zurecht. Jones wurde Mitte der Saison mit dem jungen Maurice Lucas getauscht. Hubie Brown schaffte es, die Mannschaft im Wettbewerb zu halten, aber man verlor in sieben Spielen gegen die Denver Nuggets.
Kentucky war eines der talentiertesten Teams der Liga und hatte mit die besten Fans, aber als die Gespräche über eine Vereinigung der ABA mit der NBA aufkamen, waren die Colonels kein Favorit, die Liga zu wechseln. Als Resultat brachte man John Y. Brown, Jr. dazu, die Colonels aufzulösen.
Die Spieler der Colonels wurden in einem Draft an andere Teams verteilt. Artis Gilmore wurde als erster von den Chicago Bulls gedraftet. Maurice Lucas wurde später ein Allstar bei den Portland Trail Blazers und Louie Dampier, der Führende in der internen Punkte- und Assistswertung, beendete seine Karriere als sechster Mann bei den San Antonio Spurs. Trainer Hubie Brown trainierte nach der Vereinigung fünf Jahre die Atlanta Hawks, bevor er dort gefeuert wurde.
Die Colonels gewannen 448 Spiele in der ABA, mehr als jede andere Mannschaft dort. Ihr Gesamtergebnis bezüglich der regulären Saison betrug 448:296; ihre Siegquote von 60,2 % ist besser als die jedes anderen Franchise der ABA außer der Minnesota Muskies, die nur eine Saison spielten. (Wenn man die Statistiken der Utah Stars separat betrachtet, abgesehen von ihrer Zeit als Anaheim Amigos und Los Angeles Stars, ist ihre Quote mit 60,8 % ebenfalls leicht besser als die der Colonels.)
In den Playoffs war das Ergebnis der Colonels 55:46 (54,5 %). Nur die Indiana Pacers gewannen mehr ABA Playoff-Begegnungen (69).

## Einzelne Saisons

### 1967–1968
Am 6. März 1967 vergab die American Basketball Association das Franchise, die zu den Kentucky Colonels wurde, für 30000 $ an Don Regan. Später wurde diese von Joseph Gregory, Mamie Gregory und William C. Boone aufgekauft.
John Givens wurde zum ersten Trainer der Colonels benannt. Die Draftpicks wurden für Louie Dampier (University of Kentucky), Clem Haskins (Western Kentucky University), der zu den Chicago Bulls ging, Bob Verga, der bei Dallas unterschrieb und Randy Mahaffey genutzt. Die Mannschaft verpflichtete ebenso Darel Carrier und Jim „Goose“ Ligon. Der Kader wurde abgerundet mit Kendall Rhine, Stew Johnson, Rubin Russell, Bill Bradley, Cotton Nash, Bobby Rascoe, Howard Bayne, Orbie Bowling und Tommy Woods.
Die Colonels bestritten ihre Heimspiele im Kentucky Fair and Exposition Center und im Louisville Convention Center. Die Mannschaft gewann nur fünf ihrer ersten 17 Spiele, was dazu führte, dass Givens als Trainer entlassen und durch Gene Rhodes ersetzt wurde. Im November wurde Stew Johnson mit Jim Caldwell von den New Jersey Americans getauscht. Darel Carrier, Randy Mahaffey und Louie Dampier spielten im ABA All Star Game mit, aber die Mannschaft beendete die Saison mit 36 Siegen und 42 Niederlagen, Platz 4 der Eastern Division zusammen mit New Jersey. 3225 Fans besuchten durchschnittlich die Heimspiele.
Die Colonels und die Americans sollten ein Entscheidungsspiel um den letzten Playoffplatz in der Commack Arena in New Jersey austragen, aber die Halle war in so einem schlechten Zustand, dass das Spiel nicht stattfand und die Colonels zur Strafe zu Siegern erklärt wurden. Kentucky zog in die Eastern Division Halbfinals ein, wo sie mit 2:3 den Minnesota Muskies unterlagen.

### 1968–1969
Unter den Draft Picks der Colonels befand sich der Star der University of Louisville Wes Unseld, der aber einen besser bezahlten Vertrag bei Baltimore in der NBA bevorzugte. Man draftete ebenfalls Manny Leaks und Gene Moore. Sam Smith wurde von Minnesota verpflichtet und man gab in einem Trade mit den New York Nets Randy Mahaffey und Manny Leaks für Oliver Darden und Andy Anderson ab.
Die Colonels waren Gastgeber des ABA All Star Games in Louisville 1969. Ihr Trainer Gene Rhodes war Cheftrainer der Ost-Mannschaft, die gegen den Westen 127:133 verlor. Darel Carrier und Louie Dampier nahmen wiederum am Spiel teil, genau wie Jim „Goose“ Ligon.
Während der Saison verzeichneten die Colonels die erste Profibasketballerin, als Jockey Penny Ann Early sich der Mannschaft anschloss und auch kurz während eines Spiels auf dem Platz erschien.
Die reguläre Saison beendete man auf Rang 3 in der Eastern Division mit 42:36 Siegen. 4147 Besucher kamen durchschnittlich zu den Spielen. In den Eastern Division Halbfinals verloren die Colonels knapp mit 3:4 gegen ihren Rivalen Indiana Pacers.

### 1969–1970
Die Colonels nutzten ihre Draft Picks, um Bob Dandridge, der sich den Milwaukee Bucks in der NBA anschloss, und Herm Gilliam auszuwählen, der beim NBA-Team aus Cincinnati unterschrieb. Bud Olsen, der frühere Star des Kentucky Wesleyan Colleges George Tinsley, der spätere Trainer der Kentucky Wesleyan Wayne Chapman und der frühere Star der University of Kentucky Tommy Kron wurden der Aufstellung hinzugefügt.
Im April 1969 wurden die Colonels von einer Gruppe von Investoren aus Louisville aufgekauft, die unter anderem aus H. Wendell Cherry, Bill DeWitt, J. David Grissom, Stuart P. Jay, David A. Hones, John Y. Brown, Jr. und Mike Storen bestand. Storen war vorher Präsident und General Manager der Indiana Pacers. Die Gruppe stellte dann den früheren Star der University of Kentucky Alex Groza als Geschäftsführer an.
Darel Carrier und Louie Dampier spielten wiederum im ABA All Star Game mit, zusammen mit Gene Moore.
Die Colonels beendeten die Saison auf Platz 2 der Eastern Division mit 45:39 Siegen. Die Colonels besiegten in den Eastern Division Halbfinals die New York Nets mit 4:3, verloren aber das Divisionsfinale mit 3:4 gegen die Indiana Pacers.

### 1970–1971
Im Juli gaben die Colonels Jim „Goose“ Ligon, Gene Moore und Bud Olsen in einem Trade an Dallas für Cincy Powell ab. Sie verpflichteten auch den Star der University of Kentucky Dan Issel. Issel erhielt einen Zehnjahresvertrag, der 1,4 Millionen Dollar wert war. Die Colonels tauschten ebenso einen Draft Pick mit den New York Nets für Walt Simon. Mike Pratt schloss sich ebenfalls dem Kader an.
Die Colonels begannen die reguläre Saison mit 10:5 Siegen, was dazu führte, dass Trainer Gene Rhodes entlassen und kurzzeitig von Alex Groza ersetzt wurde, der beide Spiele gewinnen konnte. Nachfolger wurde Frank Ramsey, früherer Star der Boston Celtics.
Dan Issel und Cincy Powell spielten im ABA Allstar Game. Issel wurde Rookie des Jahres zusammen mit Charlie Scott von den Virginia Squires.
Die Colonels beendeten die Saison mit 44:40 Siegen auf Platz zwei in der Eastern Division. 7375 Zuschauer kamen durchschnittlich zu den Heimspielen. Seit dieser Saison spielten die Colonels ihre Heimspiele in der Freedom Hall. In den Eastern Division Halbfinals besiegte man The Floridians mit 4:2 und im Divisionsfinale die Virginia Squires ebenfalls mit 4:2. Im Finale um die Meisterschaft gewannen sowohl die Colonels als auch die Utah Stars jeweils drei Begegnungen, bevor Utah das siebte Spiel vor einer Rekordkulisse zu Hause für sich entschied.

### 1971–1972
Die Draft Picks der Colonels bestanden aus Artis Gilmore, John Roche und Mike Gale sowie Fred Browne und Larry Steele, die sich den Seattle SuperSonics und den Portland Trail Blazers in der NBA anschlossen. Die Colonels verkauften Roche an die New York Nets. Gilmore bekam wie Issel einen Zehnjahresvertrag, der mit 1,5 Millionen Dollar dotiert war. Joe Mullaney wurde Trainer der Colonels.
Am 22. September 1971 spielten die Colonels das zweite Freundschaftsspiel zwischen ABA und NBA. 13821 Fans sahen, wie die Colonels die Baltimore Bullets mit 111:85 in der Freedom Hall besiegten. Es war der erste Sieg der ABA gegen die NBA. Am Abend zuvor verloren die Dallas Chaparrals gegen die Milwaukee Bucks mit 103:106 das erste Duell.
Am 8. Oktober 1971 empfingen die Colonels die Milwaukee Bucks und Kareem Abdul-Jabbar in der Freedom Hall vor über 18000 Fans. Dan Issel erreichte 34 Punkte und Artis Gilmore 18 Punkte, 16 Rebounds und 5 Blocks. Trotzdem machte Abdul-Jabbar 30 Punkte, 20 Rebounds und 3 Blocks und die Bucks besiegten die Colonels mit 99:93. Die folgende Nacht empfingen die Colonels die New York Knicks und verloren vor 12238 Fans mit 100:112.
Die Colonels spielten eine herausragende reguläre Saison. Mullaney war Trainer des Ostens beim ABA Allstar Game, das der Osten mit 142:115 gewann. Dan Issel, Louie Dampier und Artis Gilmore nahmen an diesem Spiel teil; Dan Issel wurde zum MVP des Spiels ernannt. Gilmore wurde am Ende der Saison Rookie des Jahres und MVP. Gilmores beeindruckende Statistiken beinhalteten die meiste Spielzeit eines Spielers mit 3666, eine Wurfquote von 59,8 % und durchschnittlich 17,8 Rebounds pro Spiel. Gilmore und Issel waren beide im All-ABA First Team.
Kentucky beendete die reguläre Saison mit dem ABA-Rekord von 68:16 Siegen, was einer Quote von 81 % entspricht. Das sicherte den Colonels Platz eins in der Eastern Division. Der Zuschauerschnitt betrug 8811. Die Saison endete überraschend schnell, als man schon in den Eastern Division Halbfinals gegen die New York Nets 2:4 unterlag.

### 1972–1973
Vor der Saison gaben die Colonels Cincy Powell in einem Trade an die Utah Stars für einen Draft Pick und Geld ab und kaufte Rick Mount von den Indiana Pacers für 250000 $. Wendell Ladner schloss sich dem Kader für die Saison an.
In einem Freundschaftsspiel empfingen die Colonels am 23. September 1972 die Atlanta Hawks aus der NBA in Frankfort, Kentucky. Julius Erving machte 28 Punkte und 18 Rebounds in 42 Minuten für die Hawks, die sich mit 112:99 durchsetzten. Am 30. September 1972 reisten die Colonels nach Phoenix für ein Freundschaftsspiel gegen die Phoenix Suns, das man mit 120:118 gewann. Am ersten Oktober waren wieder die Milwaukee Bucks in der Freedom Hall zu Gast. Oscar Robertson und Kareem Abdul-Jabbar machten jeder 20 Punkte und die Bucks schlugen die Colonels 131:100. Am 6. Oktober spielten die Phoenix Suns in der Freedom Hall und gewannen 103:91, in der darauf folgenden Nacht verloren die Colonels mit 93:95 gegen die Baltimore Bullets.
Louie Dampier, Dan Issel und Artis Gilmore nahmen wiederum am ABA Allstar Game teil. Gilmore war am Ende der Saison wieder im First Team All-ABA und schaffte eine Wurfquote von 55,9 % aus dem Feld und 17,6 Rebounds. Issel führte die Liga in gespielten Minuten (3531) an.
Die Colonels beendeten die Saison auf Platz zwei der Eastern Division mit 56:28 Siegen. Der Zuschauerschnitt betrug 7113. Man schlug die Virginia Squires in den Eastern Division Semifinals mit 4:1 und die Carolina Cougars in den Divisionsfinals mit 4:3. In einem engen Meisterschaftsfinale musste man sich den Indiana Pacers mit 3:4 geschlagen geben.

### 1973–1974
Vor der Saison drafteten die Colonels M.L. Carr und Ron Behagen; Carr blieb am College und Behagen unterschrieb bei den Kansas City-Omaha Kings in der NBA. Die Colonels wählten ebenfalls Ernie DiGregorio, der sich aber den Buffalo Braves anschloss.
Im Juli 1973 wurde die Mannschaft von einer Gruppe aufgekauft, die von John Y. Brown, Jr. und seiner Frau Ellie Brown angeführt wurde. Ellie Brown wurde später Vorstandsvorsitzende des Teams. Der Vorstand selbst bestand aus zehn Frauen. Der frühere Trainer der University of Kentucky Adolph Rupp wurde zum Vorstandsvizepräsidenten ernannt. Mike Storen verließ die Mannschaft; er tauchte später bei dem ABA-Franchise aus Memphis unter. Der frühere Cheftrainer Gene Rhodes wurde General Manager.
Trainer Joe Mullaney verließ die Mannschaft und wurde Trainer der Utah Stars. Sein Nachfolger war Babe McCarthy.
In Freundschaftsspielen gegen die NBA besiegten die Colonels die Houston Rockets 110:102 am 21. September 1973 in der Freedom Hall und in der folgenden Nacht die Kansas City-Omaha Kings 110:99.
Im Januar 1974 tauschten die Colonels Jim O’Brien und einen Erstrunden-Draft Pick mit den San Diego Conquistadors gegen Red Robbins und Chuck Williams ein. Im selben Monat gab man Rick Mount für Geld und einen Draft Pick an die Utah Stars ab und tauschte Mike Gale und Wendell Ladner mit den New York Nets gegen den früheren Colonel John Roche.
Louie Dampier, Dan Issel und Artis Gilmore nahmen wieder am ABA All-Star Game teil, bei dem Babe McCarthy Trainer des Ostens war. Gilmore wurde wieder zum MVP des Spiels. In der Saison stellte er bemerkenswerte Statistiken auf mit 3502 gespielten Minuten (Ligaspitze) und 18,3 Rebounds pro Spiel. Gilmore holte 40 Rebounds in einem einzigen Spiel gegen die New York Nets in der Saison. Louie Dampier führte die Liga in der 3-Punkte-Quote mit 38,7 % an. Babe McCarthy und sein Vorgänger Joe Mullaney wurden zum Trainer des Jahres ernannt.
Die Colonels wurden während der regulären Saison Zweiter in der Eastern Division mit 53:31 Siegen. Der Zuschauerschnitt betrug 8201. In den Playoffs besiegten sie die Carolina Cougars in den Eastern Division Halbfinals mit 4:0, verloren aber gegen die New York Nets die Division Finals mit 0:4. Trotz seiner Auszeichnung wurde McCarthy nach der Saison entlassen.

### 1974–1975
Die Colonels wählten Jim Price, Greg Smith, Rowland Garrett, Herm Gilliam und Larry Steele in einem Draft aus NBA-Spielern, kauften Ted McClain von den Carolina Cougars, verpflichteten Wil Jones und gaben einen Draft Pick und Geld an die San Antonio Spurs für Bird Averitt. Man schickte auch Al Eberhard zu den Denver Nuggets im Austausch für Marv Roberts und Red Robbins für Geld zu den Virginia Squires. John Roche wurde Mitte der Saison an die Utah Stars verkauft. Gene Littles schloss sich dem Kader der Colonels an. Hubie Brown wurde Cheftrainer der Colonels.
In Freundschaftsspielen gegen die NBA verloren die Colonels ein Spiel in Lincoln, Nebraska, gegen die Kansas-Omaha Kings 91:102 am 29. September 1974, schlugen die Washington Bullets zu Hause 118:95 am 1. Oktober, verloren am 5. Oktober bei den Houston Rockets 95:86, schlugen zu Hause die Detroit Pistons mit 109:100 am 8. Oktober und am 12. Oktober die Chicago Bulls mit 93:75.
Louie Dampier, Dan Issel und Artis Gilmore nahmen wieder am ABA All Star Game teil. Gilmore war am Ende der Saison wieder im First Team All NBA und führte die Liga in gespielten Minuten an (3493).
Die Colonels führten die Eastern Division mit 58:26 Siegen zusammen mit den New York Nets an. Der Zuschauerschnitt betrug 8727. Die Colonels begannen die Playoffs mit einem Entscheidungsspiel gegen die New York Nets um die Divisionskrone, was man mit 108:99 in Louisville gewann. In den Eastern Division Halbfinals besiegte man die Memphis Sounds 4:1 und die Spirits of St. Louis mit 4:1 in den Division Finals. Im Finale um die Meisterschaft begegnete man dem Rivalen Indiana Pacers, besiegte ihn 4:1 und gewann so das erste Mal die ABA-Meisterschaft.

### 1975–1976
Vor der Saison forderten die Colonels und ABA Commissioner Dave DeBusschere die NBA zu einer Begegnung mit deren Champions, den Golden State Warriors, in einer Serie heraus, deren Sieger eine Million Dollar bekommen sollte. Die NBA lehnte ab. Das Interesse in Spiele zwischen ABA und NBA dehnte sich in den Managements der beiden Ligen aus. 1976 versuchte CBS, Playoffs zwischen ABA und NBA zu etablieren sowie die Übertragungsrechte dafür zu gewinnen.
Zur Bestürzung der Fans und Spieler der Colonels verkaufte Eigentümer John Y. Brown jr. den Star Dan Issel für 50.0000 $ vor der Saison an die Baltimore Claws; das Geld war nicht verfügbar und Issel landete bei den Denver Nuggets, kurz bevor die Claws von der Liga aufgelöst wurden.
Gene Rhodes wurde zum Vizepräsidenten und David Vance zum General Manager der Mannschaft.
Bei Freundschaftsspielen besiegten die Colonels die Chicago Bulls am 1. Oktober 1975 in Cincinnati, Ohio, mit 95:86, verlor gegen die New York Knicks in Landover, Maryland, mit 102:107 am 4. Oktober, besiegten die Detroit Pistons am 5. Oktober in Cincinnati mit 113:114, zu Hause die Milwaukee Bucks am 10. Oktober mit 91:96, verloren nach Verlängerung in Detroit gegen die Detroit Pistons am 12. Oktober mit 107:115, besiegten die Buffalo Braves zu Hause 120:116 am 14. Oktober, die Philadelphia 76ers in Cincinnati mit 112:110 am 17. Oktober und die Washington Bullets im vorletzten Ligavergleich überhaupt in Lexington, Kentucky mit 121:111. Ein weiteres Freundschaftsspiel der Colonels verdient besonders Beachtung. Im Vorjahr lehnte die NBA die Herausforderung des ABA-Meisters gegen den NBA-Meister Golden State Warriors ab. Trotzdem trafen die beiden Teams in einer Begegnung am 8. Oktober 1975 in der Freedom Hall aufeinander. Die Colonels gewannen das Match der Champions mit 93:90. Damit gewannen die Colonels sieben von neun Vergleichen mit NBA-Teams. Insgesamt gewann die ABA die meisten Begegnungen während ihrer ganzen Existenz.
Kurz nach Beginn der Saison lösten sich die San Diego Sails auf und die Colonels bekamen Caldwell Jones aus deren Kader. Kentucky tauschte Jones mit den Spirits of St. Louis für Maurice Lucas. Ebenso gaben sie Marv Roberts während der Saison an die Virginia Squires ab für Johnny Neumann und Jan van Breda Kolff. Mitte der Saison verkaufte man Ted McClain für 150000 $ an die New York Nets. Allen Murphy, Jimmy Dan Connor, Jimmy Baker, Kevin Joyce und Jim McDaniels schlossen sich dem Kader an.
Artis Gilmore nahm wieder am ABA All-Star Game teil und war Ende der Saison wieder im First Team All ABA-Dampier wurde zum ersten Mal nach acht Jahren in Folge nicht ausgewählt.
Die Colonels wurden Vierter in der Eastern Division mit 46:38 Siegen. 6935 Zuschauer verfolgten durchschnittlich die Heimspiele. Die Colonels besiegten ihren Rivalen Indiana Pacers in der ersten Runde der Playoffs 2:1. Im Halbfinale gewannen die Colonels und die Denver Nuggets jeweils drei Spiele, bevor Denver Spiel 7 in Denver am 28. April 1976 mit 133:110 für sich entscheiden konnte. Dies war das letzte Spiel der Kentucky Colonels.

### Abrechnung
Die ABA begann die Vorsaison 1975–1976 mit zehn Mannschaften. Nach drei Vorbereitungsspielen wurden die Baltimore Claws von der Liga wegen finanzieller Probleme und unbezahlter Rechnungen von der Liga aufgelöst. Die San Diego Sails und die Utah Stars zogen sich kurz nach dem Saisonbeginn aus dem Ligabetrieb zurück, die Sails nach elf Spielen, die Stars nach 16. Die ABA wurde für den Rest der Saison auf sieben Mannschaften reduziert. Kurz nach Ende der Saison mussten sich auch die Virginia Squires auflösen, weil sie die finanziellen Anforderungen der Liga nicht erfüllen konnten. Die sechs verbliebenen Mannschaften begannen Verhandlungen für eine eventuelle Vereinigung zwischen ABA und NBA.
Am Ende stimmte die NBA zu, vier Mannschaften aufzunehmen; die Colonels waren allerdings nicht darunter. Obwohl es nie bestätigt wurde, bevorzugte die NBA die Pacers gegenüber den Colonels, weil Indianapolis ein lukrativerer Markt war. Trotzdem standen die Colonels finanziell auf festerem Boden als die Pacers.
Am 17. Juli 1976 beendeten die Kentucky Colonels ihre Existenz, als John Y. Brown, Jr. zustimmte, für drei Millionen Dollar die Colonels aufzulösen. Brown nutzte das Geld, um die Buffalo Braves zu kaufen.
Die Spieler der Colonels wurden mittels eines Drafts verteilt. Die Chicago Bulls wählten Artis Gilmore für 1,1 Millionen Dollar, die Portland Trail Blazers Maurice Lucas für 30.0000 $, die Buffalo Braves Bird Averitt für 125.000 $, die Indiana Pacers Wil Jones für 50.000 $, die New York Nets Jan Van Breda Kolff für 60.000 $ und die San Antonio Spurs Louie Dampier für 20.000 $.
Im Gegensatz zu Browns drei Millionen Dollar für die Colonels erhielten die Eigner der Spirits of St. Louis 2,2 Millionen Dollar zusammen mit einem Siebtel der Fernsehgelder der vier ehemaligen ABA-Teams. Dieser Handel hat schätzungsweise bisher über 250 Millionen Dollar gebracht.
Es gab erfolglose Bemühungen, die Charlotte Hornets oder die Vancouver Grizzlies nach Louisville umzusiedeln, genau wie die Houston Rockets, als diese eine neue Arena brauchten. Trotzdem kehrte der Profibasketball seit dem Ende der Colonels, abgesehen von Minor-League-Mannschaften wie den Louisville Catbirds in der CBA, den Louisville Shooters in der GBA und den Kentucky Colonels in der ABA 2000, nicht nach Louisville zurück.

## Neue ABA, neue Kentucky Colonels
2004 brachte die ABA 2000 Louisville eine neue Mannschaft desselben Namens, die Kentucky Colonels.